# Nomada minima
Nomada minima är en biart som beskrevs av Mitchell 1962. Nomada minima ingår i släktet gökbin, och familjen långtungebin. Inga underarter finns listade i Catalogue of Life.